# Whiddon
Whiddon – przysiółek w Anglii, w Devon. Leży 59,1 km od miasta Exeter, 84,6 km od miasta Plymouth i 280,9 km od Londynu. Whiddon jest wspomniana w Domesday Book (1086) jako Willeden/Willedenna.